# Fritiof Normann Andersen
Fritiof Normann Andersen (* 30. Mai 1898 in Frederiksberg; † 24. Januar 1954 ebd.) war ein dänischer Sprinter und Weitspringer.
Bei den Olympischen Spielen 1920 in Antwerpen wurde er Fünfter in der 4-mal-100-Meter-Staffel und schied über 100 m im Vorlauf aus.
1920 wurde er Dänischer Meister im Weitsprung. Seine persönliche Bestzeit über 100 m von 10,8 s stellte er 1920 auf.